# Rajmund Kaczyński
Rajmund Kaczyński ps. Irka (ur. 1 września 1921 w Grajewie, zm. 17 kwietnia 2005 w Warszawie) – polski inżynier, nauczyciel akademicki Politechniki Warszawskiej, porucznik Wojska Polskiego, uczestnik powstania warszawskiego. Kawaler Orderu Virtuti Militari. Ojciec polskich polityków, prezydenta RP Lecha i Jarosława Kaczyńskich, mąż Jadwigi z Jasiewiczów Kaczyńskiej, teść Marii Kaczyńskiej.

## Życiorys
Od 1927 wraz z rodzicami mieszkał w Baranowiczach, gdzie jego ojciec został naczelnikiem ekspedycji węzła kolejowego, a matka zajęła się obrotem nieruchomościami. Tam chodził do liceum, do którego uczęszczał również Lucjan Jasiewicz, syn Wincentego, brat stryjeczny jego przyszłej żony Jadwigi. Tuż przed wojną Kaczyńscy przeprowadzili się do Brześcia nad Bugiem.
Po wybuchu wojny w obawie przed zsyłką na Sybir rodzina Kaczyńskich wyjechała do Warszawy. Tam Rajmund uczył się od 1940 w Zawodowej Szkole Technicznej (Technische Fachschule), którą ukończył w 1943 i rozpoczął studia na Wydziale Mechanicznym Państwowej Wyższej Szkoły Budowy Maszyn im. Wawelberga, potem w Państwowej Wyższej Szkole Technicznej, odbywając naukę do 1944. Od 1941 należał do Związku Walki Zbrojnej, następnie w czerwcu 1942 został zaprzysiężony do Armii Krajowej przybierając pseudonim „Irka”. Po ukończeniu Szkoły Podchorążych Rezerwy Piechoty w 1943 otrzymał stopień plutonowego podchorążego.
W pierwszym dniu powstania warszawskiego 1 sierpnia 1944, jako dowódca 7 drużyny 2 plutonu kompanii K 1 pułku „Baszta”, brał udział w szturmie na tor wyścigów konnych na Służewcu. W trakcie walki został raniony w rękę, w wyniku postrzału stracił kciuk prawej dłoni. Spędził dwa tygodnie w szpitalu, gdzie opiekowała się nim sanitariuszka Halina Wołłowicz „Rena” (jej siostrzeńcem jest Bronisław Komorowski). Z ręką na temblaku walczył na Mokotowie do końca września. 2 października 1944 został awansowany do stopnia podporucznika rezerwy piechoty (rozkaz dowódcy AK nr 512 z 02.10.1944). Po kapitulacji Mokotowa 27 września 1944 trafił do obozu Dulag 121 w Pruszkowie, a następnie przeniesiono go do obozu przejściowego w Skierniewicach (numer jeniecki 140792), skąd zbiegł. Do stycznia 1945 ukrywał się w okolicach Warszawy.

Po wojnie, w 1945 podjął studia na Oddziale Technologicznym Politechniki Łódzkiej, które ukończył w 1947 z tytułem magistra inżyniera. Podczas studiów pracował w Zakładach Samochodowych w Głownie, a po uzyskaniu dyplomu i przeprowadzce do Warszawy w marcu 1947 pracował w Polskich Zakładach Optycznych w Warszawie, a od grudnia 1947 jako kierownik robót w Społecznym Towarzystwie Budowlanym. Od 1947 był zatrudniony na Politechnice Warszawskiej z przerwami do emerytury w 1987. Prowadził również wykłady z termodynamiki na tzw. Sorbonie przy Politechnice Warszawskiej, głównie jako skrócone studia dla wyższych członków PZPR. Pracował także nad wynalazczością w zakresie ciepłownictwa.

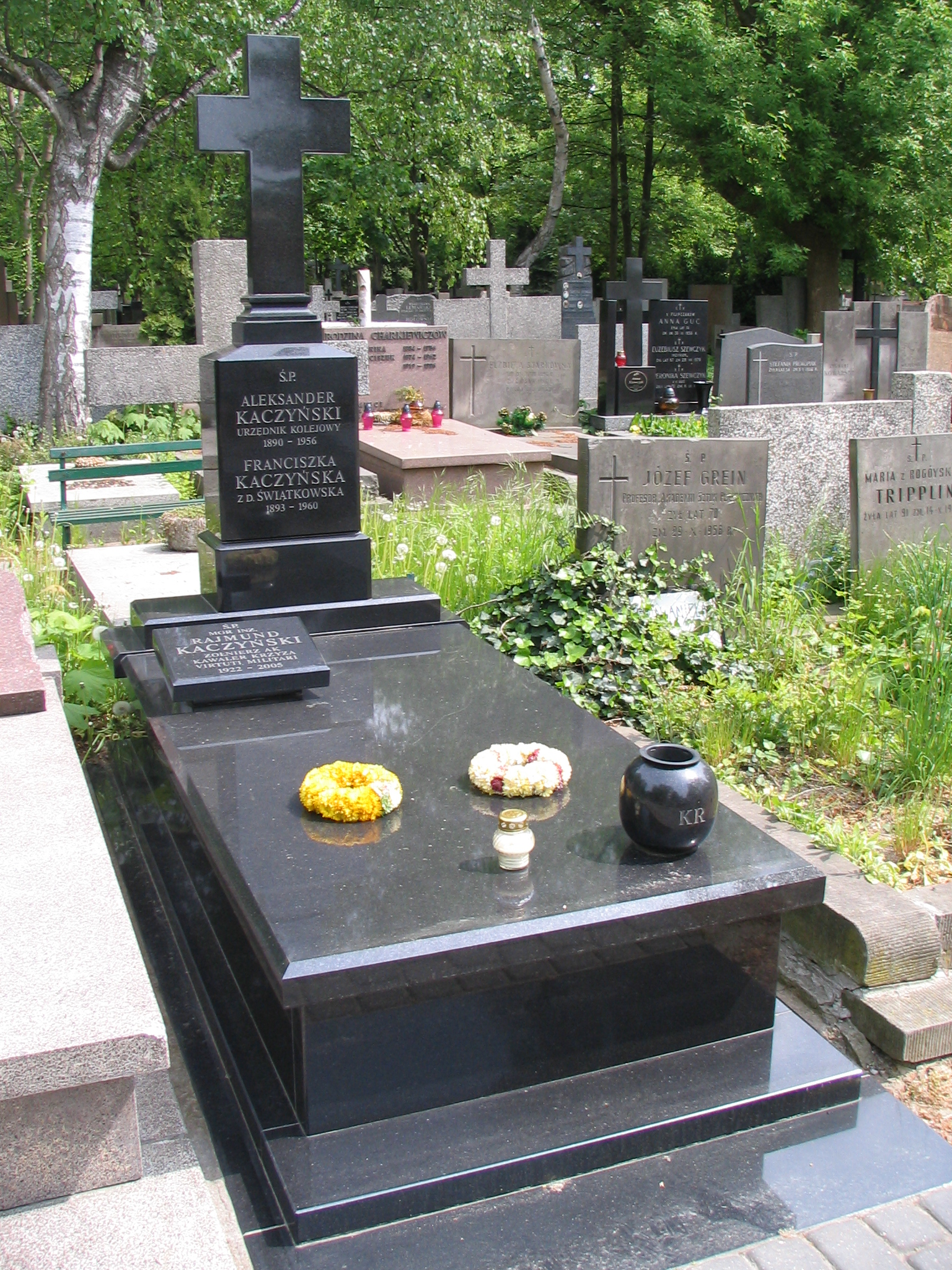
Grób Rajmunda Kaczyńskiego i jego rodziców

W latach 1956–1957 pracował również w Biurze Projektów Zaplecza Technicznego. W 1958 uzyskał pełny etat na Wydziale Inżynierii Sanitarnej Politechniki Warszawskiej. Służbowo przebywał krótko w Belgii, Holandii, Republice Federalnej Niemiec (w związku z budową ambasady amerykańskiej) oraz kilka dni w Libii w 1966 i Mińsku w ZSRR w 1977. W 1961 i 1966 prywatnie na zaproszenie rodziny wyjeżdżał do Anglii. Projektował instalacje sanitarne w budynku Ambasady USA w Warszawie. Jeszcze przez wiele lat pracował w rozmaitych pracowniach projektowych. Był autorem prac z zakresu teorii niezawodności pracy systemów energetycznych.
W latach 80. prowadził zajęcia z Teorii Maszyn Cieplnych na Wydziale Mechanicznym Energetyki i Lotnictwa Politechniki Warszawskiej. Był członkiem Związku Nauczycielstwa Polskiego, a od 1980 był członkiem NSZZ „Solidarność”. Był inwigilowany przez komunistyczny Urząd Bezpieczeństwa w związku z jego służbą w Armii Krajowej, a później przez Służbę Bezpieczeństwa w związku z opozycyjną działalnością jego synów. Nie wstąpił do PZPR, od 1976 należał do ZBoWiD; w okresie PRL nie uzyskał awansów i odznaczeń kombatanckich (otrzymał Złoty Krzyż Zasługi). 30 kwietnia 2001 postanowieniem ministra obrony narodowej Bronisława Komorowskiego został awansowany na stopień porucznika.
Zmarł 17 kwietnia 2005. Po mszy świętej, którą koncelebrował biskup polowy Wojska Polskiego gen. dyw. Tadeusz Płoski, został pochowany na Starych Powązkach, w grobowcu swoich rodziców (kwatera 154b-6-10).

## Rodzina
Był synem urzędnika kolejowego Aleksandra Kaczyńskiego (1891–1956) oraz Franciszki ze Świątkowskich (1893–1958). Pochodził z mazowieckiej rodziny szlacheckiej Kaczyńskich herbu Pomian, wywodzącej się z Kaczyna Starego i Kaczyna-Herbasów na historycznym Podlasiu, fakt ten potwierdzają również badania polskiego genealoga, dr Marii Minakowskiej. Matka pochodziła z rodziny ziemiańskiej z okolic Odessy. Rodzice Rajmunda Kaczyńskiego osiedli w Grajewie tuż po ślubie. Tam też urodziły się ich dzieci, z których dwoje zmarło w młodości: czteroletni Piotr zmarł w 1924, a Jadwiga, studentka Uniwersytetu Warszawskiego, zmarła w 1938.
Dziad Rajmunda po mieczu, także Piotr, służył jako ochotnik w rosyjskiej carskiej armii, jak wielu innych polskich szlachciców ochotniczo wstępujących do armii Imperium Rosyjskiego aby robić wojskowe kariery w armiach zaborczych . Jako oficer zasłużył się w wojnie turecko-rosyjskiej. Miał majątek w okolicach Łomży.
W 1948 ożenił się z Jadwigą Jasiewicz, poznaną na jednym z balów karnawałowych na Politechnice Warszawskiej. W 1949 przyszły na świat ich dzieci, bliźniacy – Jarosław i Lech, pełniący w III RP funkcję premiera i prezydenta.
Matkami chrzestnymi chłopców zostały siostry bliźniaczki, Ludwika i Zofia Woźnickie. Początkowo rodzina mieszkała przy ulicy Pawła Suzina 3 w mieszkaniu Jasiewiczów, a od 1950 przy ulicy Lisa-Kuli 8/2 (przemianowanej później na ulicę Pochyłą) na Żoliborzu, w wynajmowanym od rodziny Kowalskich mieszkaniu, wykupionym dopiero w 1981, później przeprowadzili się do bliźniaka przy ul. Mickiewicza.
| 4. Piotr Kaczyński h. Pomian (ur. 1857) |  |                                                                 |  |  |                      |
|                                         |  | 2. Aleksander Kaczyński h. Pomian (ur. 1890 lub 1892, zm. 1956) |  |  |                      |
| 5. Zofia z Gutowskich                   |  |                                                                 |  |  |                      |
|                                         |  |                                                                 |  |  | 1. Rajmund Kaczyński |
| 6. Paweł Świątkowski                    |  |                                                                 |  |  |                      |
|                                         |  | 3. Franciszka ze Świątkowskich (ur. 1893, zm. 1960)             |  |  |                      |
| 7. Maria z Bakowieckich                 |  |                                                                 |  |  |                      |
|                                         |  |                                                                 |  |  |                      |

## Odznaczenia
- Krzyż Srebrny Orderu Virtuti Militari – za udział w powstaniu warszawskim został odznaczony z rozkazu nr 512 dowódcy AK Tadeusza Bora-Komorowskiego z 2 października 1944 (nr krzyża: 12798)[16].
- Krzyż Walecznych – za szturm na tor wyścigów konnych Służewiec.
- Warszawski Krzyż Powstańczy[17]
- Złoty Krzyż Zasługi